# Зарубин (хутор)
Зарубин — хутор в Тацинском районе Ростовской области.
Входит в состав Михайловского сельского поселения.
Население 174 человек.

## География
На хуторе имеются две улицы — Ленина и Степная.

## Население
| 2010 |
| ---- |
| 164  |